# Armin Schwarz
Armin Schwarz (* 16. července 1963 v Neustadt an der Aisch, Franken, Německo) je německý rally závodník. Je ženatý a má dvě děti. Pěstuje také další sporty, jako například běh na lyžích a skating. V současnosti žije v Rakousku a stále se účastní motorového sportu jako televizní komentátor. V letech 1987 a 1988 dvakrát po sobě zvítězil v Německém rallyovém šampionátu s automobilem Audi Quattro Coupé a Audi 200 Quattro Grp. A. Později startoval v Mistrovství světa v továrních týmech Toyota Motorsport, Mitsubishi Ralliart, Hyundai World Rally Team a Škoda Motorsport.